# فهرست وابسته‌های دیپلماتیک جمهوری آفریقای مرکزی

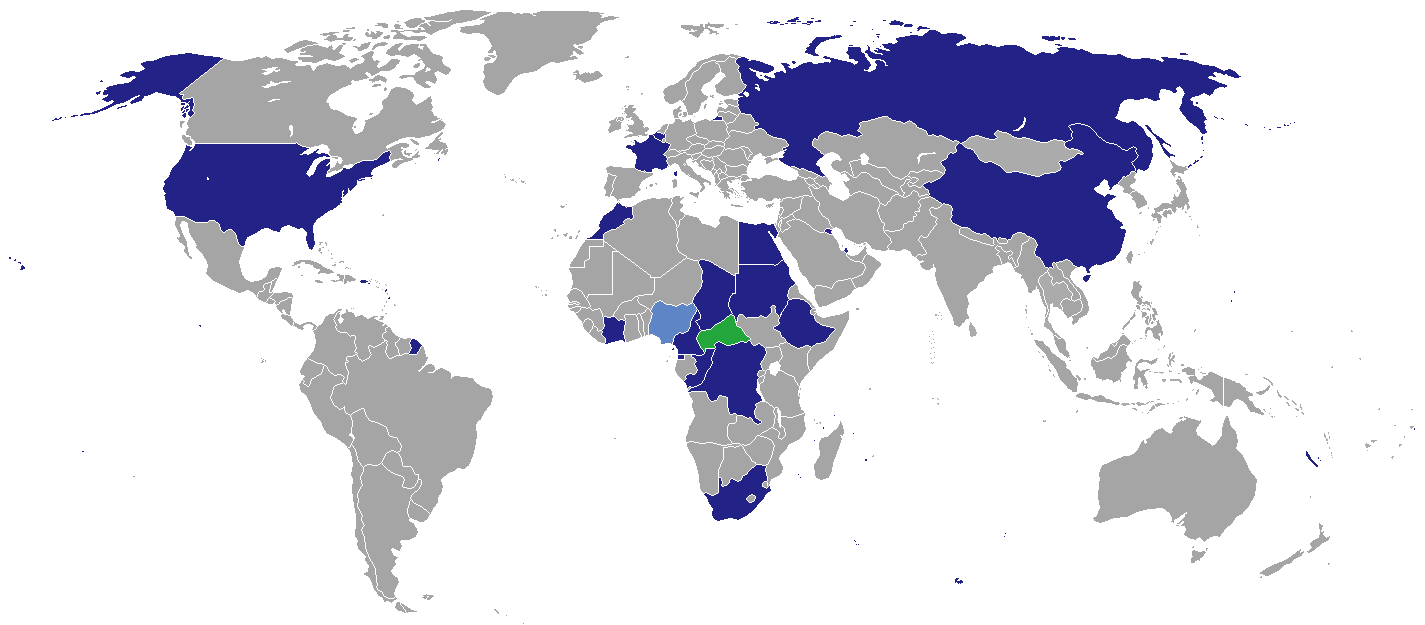
نقشه کشورهای دربردارنده سفارتخانه آفریقای مرکزی

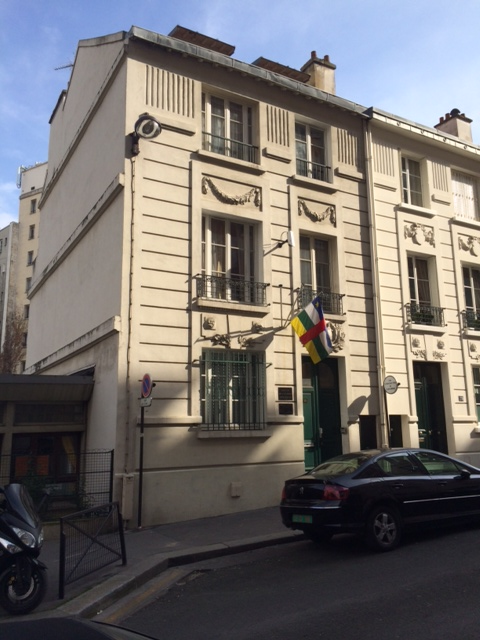
سفارتخانه جمهوری آفریقای مرکزی در پاریس

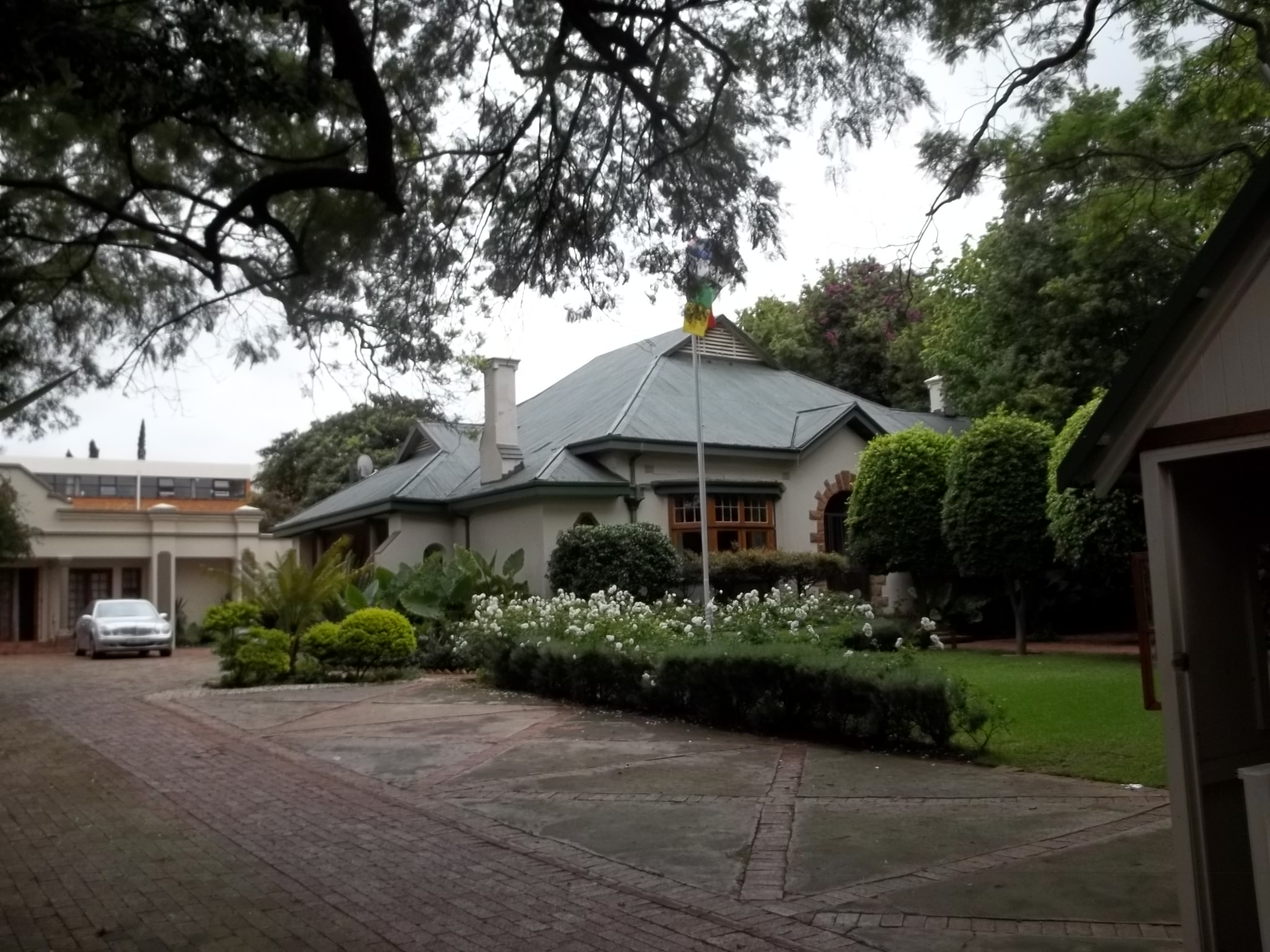
سفارتخانه جمهوری آفریقای مرکزی در پرتوریا

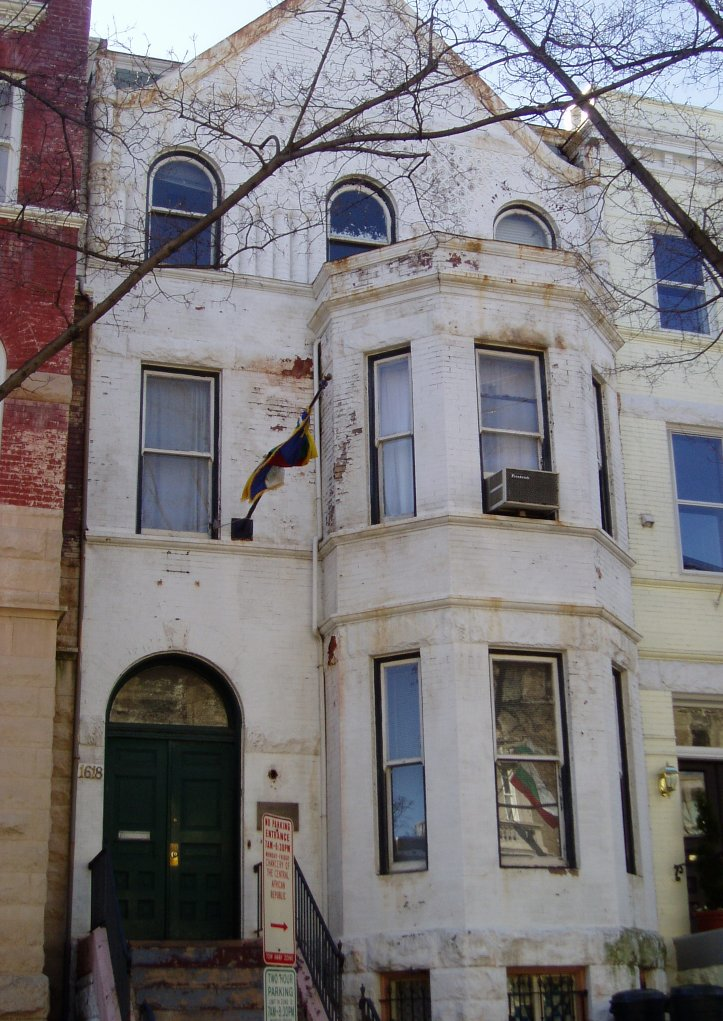
سفارتخانه جمهوری آفریقای مرکزی در واشنگتن دی سی

فهرست سفارت‌های جمهوری آفریقای مرکزی، فهرستی از مرکز سفارتخانه و کنسولگری کشور جمهوری آفریقای مرکزی در سراسر جهان است.
جمهوری آفریقای مرکزی (به فرانسوی: République centrafricaine) کشوری است در مرکز آفریقا. پایتخت آن شهر بانگی است. آفریقای مرکزی روز ۱۳ اوت ۱۹۶۰ از فرانسه استقلال یافت.
این کشور امروزه روابط دیپلماتیک نسبتاً محدودی در جهان دارد و همچنین از آن دسته کشورهایی است که هردو دولت اسرائیل و دولت فلسطین را به رسمیت می‌شناسد، اما با آنها روابط دیپلماتیک ندارد.

## آسیا
- چین
  - پکن (سفارت)
- قطر
  - دوحه (سفارت)

## آفریقا
- کامرون
  - یائونده (سفارت)
  - دوالا (کنسولگری)
- چاد
  - انجامنا (کنسولگری)
- جمهوری کنگو
  - برازاویل (سفارت)
- جمهوری دموکراتیک کنگو
  - کینشاسا (سفارت)
- ساحل عاج
  - ابیجان (سفارت)
- مصر
  - قاهره (سفارت)
- مراکش
  - رباط (سفارت)
- نیجریه
  - ابوجا (سفارت)
- آفریقای جنوبی
  - پرتوریا (سفارت)
- سودان
  - خارطوم (سفارت)

## آمریکا
- ایالات متحده آمریکا
  - واشنگتن دی سی (سفارت)

## اروپا
- بلژیک
  - بروکسل (سفارت)
- فرانسه
  - پاریس (سفارت)
- روسیه
  - مسکو (سفارت)

## سازمان‌های چندجانبه
- سازمان ملل متحد
  - نیویورک (هیئت به سازمان ملل متحد)
- آدیس آبابا (هیئت به اتحادیه آفریقا)